# Justin Tuveri
Justin Tuveri (Collinas, 13 maggio 1898 – Saint-Tropez, 5 ottobre 2007) è stato uno degli ultimi veterani italiani reduci della prima guerra mondiale.

## Biografia
Nato sotto il nome di Giustino Tuveri, il 24 agosto 1917 venne incorporato al 45º Reggimento di fanteria a Ozieri. La sua formazione militare fu breve: durò circa due settimane. Il 23 novembre 1917 fu iscritto al 152º Reggimento fanteria, facente parte, con il 151°, della Brigata Sassari.
Ferito nel gennaio 1918, non fu più impiegato in combattimento e venne congedato nel 1919.
Nel 1920, all'avvento del fascismo, Tuveri si trasferì in Francia, a Saint-Tropez. Acquistò poi, nel 1940, la cittadinanza francese, cambiando poi il proprio nome in Justin.
Il ministro della Difesa italiano, Arturo Parisi, così rese omaggio al Sig. Tuveri: «Onoriamo la sua giovinezza e la sua vita, e, al tempo stesso, esprimiamo ancora una volta la nostra gratitudine per il coraggio dei sardi che, nelle file della Brigata Sassari, hanno combattuto nella Grande Guerra in nome dell'Italia», disse. Per questo nel 2001 ha ricevuto la Medaglia dell'Ordine dei Cavalieri di Vittorio Veneto.
Justin Tuveri morì a Saint-Tropez all'età di 109 anni.